# Garalgachha
Garalgachha è una suddivisione dell'India, classificata come census town, di 4.499 abitanti, situata nel distretto di Hooghly, nello stato federato del Bengala Occidentale. In base al numero di abitanti la città rientra nella classe VI (meno di 5.000 persone).

## Geografia fisica
La città è situata a 22° 40' 53 N e 88° 16' 25 E.

## Società

### Evoluzione demografica
Al censimento del 2001 la popolazione di Garalgachha assommava a 4.499 persone, delle quali 2.341 maschi e 2.158 femmine. I bambini di età inferiore o uguale ai sei anni assommavano a 323, dei quali 189 maschi e 134 femmine. Infine, coloro che erano in grado di saper almeno leggere e scrivere erano 3.848, dei quali 2.072 maschi e 1.776 femmine.